# کودا (فیلم ۲۰۲۱)
کودا (انگلیسی: CODA) فیلمی آمریکایی در ژانر داستان بلوغ کمدی-درام به نویسندگی و کارگردانی شان هیدر است که در ۲۰۲۱ به نمایش درآمد. این فیلم بازسازی فیلم فرانسوی‌زبان خانواده بلیر (۲۰۱۴) است و به داستان تنها عضو شنوا از یک خانواده ناشنوا می‌پردازد که کسب‌وکارشان در معرض تهدید قرار گرفته‌است. امیلیا جونز، اوخنیو دربس، تروی کاتسر، فردیا والش-پیلو، دنیل دورانت و مارلی متلین بازیگران فیلم هستند.
کودا اولین بار در ۲۸ ژانویهٔ ۲۰۲۱ در جشنوارهٔ ساندنس به نمایش درآمد و اپل در جشنواره حق توزیع آن را به قیمت ۲۵ میلیون دلار به دست آورد. این فیلم در ۱۳ اوت ۲۰۲۱ در سینماها و از طریق سرویس استریم اپل تی‌وی پلاس پخش شد. این فیلم با نقدهای مثبت منتقدان همراه بود و از سوی انستیتوی فیلم آمریکا به عنوان یکی از ۱۰ فیلم برتر ۲۰۲۱ معرفی شد. کودا برندهٔ جوایز اسکار ۲۰۲۲ بهترین فیلم، بهترین بازیگر نقش مکمل مرد برای تروی کاتسر و بهترین فیلم‌نامه اقتباسی شد.

## معنای اسم فیلم
واژه کودا (CODA) که عنوان فیلم است مخفف از عبارت فرزند والدین ناشنوا (Children of Deaf Adults) است. اما اگر همین اسم را در دیکشنری تخصصی موسیقی جستجو کنیم به نتیجه ای می‌رسیم که با محتوای فیلم کاملاً همخوانی دارد، کودا را بخش پایانی و نسبتاً مستقل یک قطعۀ موسیقی می‌نامند. پس به نظر می‌رسد اینکه بگوییم کارگردان در نامگذاری فیلم یک ایهام را مدنظر دارد، قطعی به نظر می‌رسد.

## خلاصه داستان
داستان فیلم در مورد دختری جوان به نام روبی است که تنها عضو شنوای خانواده است. پدر، مادر و برادر بزرگتر روبی به نام لئو همگی ناشنوا هستند و در حوزه تجارت ماهیگیری فعالیت می‌کنند. روبی به موسیقی علاقه دارد اما زمانی که متوجه می‌شود کسب و کار ماهیگیری خانواده در معرض تهدیدی جدی قرار گرفته‌است، میان انتخاب رشته مورد علاقه خود و کمک به کسب و کار خانواده‌اش، دچار تردید شده‌است.

## بازیگران
- امیلیا جونز در نقش روبی راسی
- تروی کاتسر در نقش فرانک راسی
- مارلی متلین در نقش جکی راکسی
- دنیل دورانت در نقش لئو راسی
- اوخنیو دربس در نقش برناردو ویلالوبوس / آقای وی
- ایمی فورسیت در نقش گرتی
- فردیا والش-پیلو در نقش میلز
- کوین چاپمن در نقش بردی

## فیلم‌برداری
این فیلم در اواسط سال ۲۰۱۹ در لوکیشن گلاستر، ماساچوست فیلم‌برداری شد.

## جوایز
| سال  | جشنواره یا مراسم | بخش                        | نامزدی                                         | نتیجه | جایزه       |
| ---- | ---------------- | -------------------------- | ---------------------------------------------- | ----- | ----------- |
| ۲۰۲۲ | جوایز اسکار      | بهترین فیلم                | فیلیپ روسلت، فابریس جیانفرمی و پاتریک واکسبرگر | برنده | تندیس اسکار |
| ۲۰۲۲ | جوایز اسکار      | بهترین فیلم‌نامه اقتباسی    | شان هیدر                                       | برنده | تندیس اسکار |
| ۲۰۲۲ | جوایز اسکار      | بهترین بازیگر نقش مکمل مرد | تروی کاتسر                                     | برنده | تندیس اسکار |
| ۲۰۲۲ | جوایز بفتا       |                            |                                                |       |             |
| ۲۰۲۲ | مراسم گلدن گلوب  |                            |                                                |       |             |